# Rhopalodinidae
Famille
Les Rhopalodinidae sont une famille d'holothuries (concombre de mer) de l'ordre des Dendrochirotida.

## Description et caractéristiques
Ce sont des holothuries sessiles endogées en forme d'outre, composées d'un « cou » et d'une « panse ».

## Liste des genres
Selon World Register of Marine Species (2 décembre 2013) :
- Rhopalodina Gray, 1853 -- 13 espèces
- Rhopalodinaria Cherbonnier, 1970 -- 3 espèces
- Rhopalodinopsis Heding, 1937 -- 2 espèces